# Karel Eusebius van Liechtenstein
Karel Eusebius, vorst van Liechtenstein (12 september 1611 - Kostelec nad Černými lesy, 5 april 1684), was de vorst van Liechtenstein van 1627 tot zijn dood in 1684.
Karel Eusebius werd na de dood van zijn vader, vorst Karel I, in 1627 de nieuwe vorst. Omdat hij nog maar zestien jaar was toen hij vorst werd, en dus minderjarig was, werden zijn ooms prins Gundakar en prins Maximiliaan benoemd tot regenten van het vorstendom, tot 1632. Van 1639 tot 1641 was Karel Eusebius kapitein van Hoog en Laag Silezië. Na het einde van de Dertigjarige Oorlog in 1648 wist Karel Eusebius met succes de economie van Liechtenstein te herstellen. Hij was ook een belangrijk persoon voor de architectuur in zijn tijd.
Karel Eusebius trad op 4 augustus 1644 in het huwelijk met gravin Johanna Beatrix van Dietrichstein (1625-1676). Uit dit huwelijk werden negen kinderen geboren:
- Eleonora Maria (1647 – 7 augustus 1704), huwde met Johann Seyfried von Eggenberg
- Anna Maria (1648 – 1654)
- Maria Theresia (1649 – 1716), huwde met Jakob Leslie, en na diens dood met Johann Balthasar von Wagensörg, graaf van Sonnegg
- Johanna Beatrix (1650 – 1672), huwde met Maximiliaan II van Liechtenstein
- Frans Dominique (1652)
- Karel Jozef (1653)
- Frans Eusebius (1654 - 1655)
- Cecilia (1655)
- Johan Adam Andreas (16 augustus 1657 - 16 juni 1712), was vorst van Liechtenstein. Hij huwde met Erdmuthe van Dietrichstein.

Karel I · Karel Eusebius · Hans Adam I · Jozef Wenceslaus · Anton Florian · Jozef Johan Adam · Jozef Wenceslaus · Johan Nepomuk Karel · Jozef Wenceslaus · Frans Jozef I · Alois I · Johannes I Jozef · Alois II · Johannes II · Frans I · Frans Jozef II · Hans Adam II